# 木曽八景
木曽八景（きそはっけい）は、長野県の木曽地域にみられる優れた風景から、「八景」の様式を参考にして8つを選んだ風景評価の一つである。
尾張藩の書物奉行をしていた松平君山が木曽路を訪れて選んだともいわれるが諸説ある。尾張の俳諧師の横井也有が選んだという説も散見される。

## 選定地
- 徳音寺晩鐘（徳音寺の晩鐘 とくおんじのばんしょう）

徳音寺（木曽町）
- 駒岳夕照（駒ヶ岳の夕照 こまがたけのせきしょう）

木曽駒ヶ岳（木曽路の各地）
- 御嶽暮雪（御嶽の暮雪 おんたけのぼせつ）

御嶽山（山麓周辺の地域）
- 掛橋朝霞（桟の朝霞 かけはしのあさぎり）

木曽の桟（上松町）
- 寝覚夜雨（寝覚めの夜雨 ねざめのやう）

寝覚の床（上松町）
- 風越晴嵐（風越の晴嵐 かざこしのせいらん）

風越山（上松町）
- 小野瀑布（小野の瀑布 おののばくふ）

小野の滝（上松町）
- 横川秋月（横川の秋月 よかわのしゅうげつ ）

南木曽町の与川地区の坂本平から見る月のこと（北緯35度38分6.3秒 東経137度38分24.3秒 / 北緯35.635083度 東経137.640083度）
現在では、与川の秋月や、与川（横川）の秋月と書かれることが多い。

## その他
寝覚の床の至近にある臨川寺には「木曽八景」の版木9枚が現存する。1枚は包み紙の表紙用と考えられている。また八景それぞれに和歌が詠まれている。街道往来者に土産品として供されていたと伝わる。